# Beautiful Sin
Beautiful Sin – europejski zespół powermetalowy, założony w 2005 roku. Grupa wydała dotąd jeden studyjny album.

## Skład zespołu
- Magali Luyten – śpiew
- Jørn Viggo Lofstad – gitara
- Carl Johan Grimmark – gitara
- Steinar Krokmo – gitara basowa
- Axel Mackenrott – keyboard
- Uli Kusch – perkusja

## Dyskografia
- The Unexpected (2006)